# Human (песня The Human League)
«Human» (с англ. — «Человек») — сингл британской синти-поп-группы The Human League, изданный в 1986 году лейблами A&M Records и Virgin Records. Песня стала вторым хитом № 1 в США после коммерчески успешного сингла «Don’t You Want Me». Композиция повествует о длительном расставании мужчины и женщины, которые долго обманывали друг друга.

## О песне
Песня была написана продюсерами альбома The Human League Crash Джимми Джемом и Терри Льюисом, которые являлись авторами некоторых остальных песен этого же альбома. После выпуска песня быстро стала хитом в США, чего не ожидали Джимми Джем и Терри Льюис.
|  | «Мы просто делали, что хотели, успеху сопутствовал популярный музыкальный стиль, в котором мы привыкли работать, если бы этого не было — не существовало бы и хита. Мы считали, что «Human» станет хитом, но не предполагали, что это будет так скоро. Мы полагали, что у нас была хорошая песня. Это больше чем поп-музыка, поэтому мы особенно гордимся этой работой, которая выполнена хорошо». |

Текст песни депрессивный. Повествуется о том, как два человека встретились после долгого расставания и просят прощения друг у друга. Парень признаётся девушке, что был неверным ей во время расставания, но и девушка отвечает, что тоже была неверна ему.
В США сингл стал хитом номером один из-за большой популярности R&B и поп-музыки, но в Великобритании он занял только 8 место в UK Singles Chart. Это был первый успешный сингл после долгого творческого застоя группы. В Канаде сингл стал золотым.

## Ремикс песни
В 2003 году на композицию «Human» был сделан ремикс. Его создание проходило в Китае под руководством британского продюсера Иэна Виджери (Ian Widgery), который использовал в ремиксированной версии традиционные китайские музыкальные инструменты. Вокальная партия Филипа Оуки была немного убавлена, помимо вокала Оки, Сьюзан Энн Салли и Джоанн Катеролл в песне можно услышать вокал китаянки Ли Я (Li Ya). Ремикс-версия была популярна в Азии, США и Великобритании, хотя она не была издана официально, но присутствует в сборнике группы The Very Best of Human League.

## Список композиций
7 Single
| №  | Название                       | Длительность |
| -- | ------------------------------ | ------------ |
| 1. | «Human»                        | 3:45         |
| 2. | «Human (Instrumental Version)» | 3:45         |

12 Maxi Single
| №  | Название                       | Длительность |
| -- | ------------------------------ | ------------ |
| 1. | «Human (Extended Version)»     | 5:03         |
| 2. | «Human (Acapella Version)»     | 2:22         |
| 3. | «Human (Instrumental Version)» | 3:45         |

## Кавер-версии и семплы

### Каверы
- В 1998 году английская группа 5ive исполнила свою кавер-версию, включив её в альбом 5ive.
- В 2001 году Крейг Дэвид включил кавер-версию песни в свой сингл «Walking Away».

### Семплы
- В 1997 году группа Boyz II Men записала песню «Human II — Don’t You Turn Back on Me» с добавлением нового текста. Песню включили в альбом Evolution, продюсерами которого были Джем и Льюис.
- В 2008 году хип-хоп проект DJ Nasty & LVM использовал семпл песни для Рика Росса «I’m Only Human».

## Позиции в хит-парадах
| Чарт (1986)                      | Наивысшая позиция |
| -------------------------------- | ----------------- |
| Canadian Singles Chart           | 1                 |
| German Singles Chart             | 5                 |
| French Singles Chart             | 77                |
| Irish Singles Chart              | 5                 |
| Italian Singles Chart            | 17                |
| Dutch Singles Chart              | 16                |
| New Zealand Singles Chart        | 4                 |
| Swiss Singles Chart              | 25                |
| UK Singles Chart                 | 8                 |
| US Billboard Hot 100             | 1                 |
| US Hot R&B/Hip-Hop Songs         | 3                 |
| US Dance/Club Play Songs         | 1                 |
| US Hot Adult Contemporary Tracks | 3                 |

| Чарт (1986)                             | Позиция |
| --------------------------------------- | ------- |
| США (Billboard Top Dance Sales Singles) | 40      |
| США (Billboard Top Pop Singles)         | 25      |